# Hendaye
Hendaye là một xã trong tỉnh Pyrénées-Atlantiques, thuộc vùng Nouvelle-Aquitaine của nước Pháp, có dân số là 12.596 người (thời điểm 1999). Hendaye là nhà ga biên giới giữa Pháp và Tây Ban Nha.